# Заклятие смехом
«Закля́тие сме́хом» — стихотворение Велимира Хлебникова.

## История
Стихотворение было написано примерно в 1908—1909 году. Рукопись была найдена Давидом Бурлюком в комнате, которую Хлебников снимал в доме купца Михайлова. Это произошло в тот день, когда Бурлюк приехал забрать Хлебникова жить в квартиру, где жил сам с братьями Николаем и Владимиром. Он подобрал на полу листок с автографом стихотворения, когда оба уже собирались покинуть комнату. В марте 1910 года текст вошёл в сборник «Студия импрессионистов» под редакцией Н. И. Кульбина. Из творчества Хлебникова туда, кроме «Заклятия смехом», было включено стихотворение «Олень, превратившийся в льва».
Текст представляет собой эксперимент по созданию гнезда неологизмов. Хлебников называл такие опыты «сопряжением корней» или «скорнением». Ещё больше неологизмов и одного корня содержится в тексте, озаглавленном «Любхо» — свыше 400 производных от корня -люб-.
В 1920-е в СССР существовал юмористический журнал «Смехач».

## Текст
О, рассмейтесь, смехачи!

О, засмейтесь, смехачи!

Что смеются смехами, что смеянствуют смеяльно,

О, засмейтесь усмеяльно!

О, рассмешищ надсмеяльных — смех усмейных смехачей!

О, иссмейся рассмеяльно, смех надсмейных смеячей!

Смейево, смейево,

Усмей, осмей, смешики, смешики,

Смеюнчики, смеюнчики.

О, рассмейтесь, смехачи!

О, засмейтесь, смехачи!